# 未来を写した子どもたち
『未来を写した子どもたち』（原題 Born into Brothels: Calcutta's Red Light Kids、売春宿に生まれた：カルカッタのレッドライトキッズ））は、2004年制作のアメリカのドキュメント映画。コルカタの歓楽街 ソナガチの売春婦の子供たちに関する2004年のインド系アメリカ人のドキュメンタリー映画。この作品で監督のザーナ・ブリスキーとロス・カウフマンのフィルムは広く絶賛、批評称賛がなされ、2005年のアカデミー長編ドキュメンタリー映画賞を獲得した。 
この映画ではあらゆる視点から、豊かさの上下が激しい現代社会に鋭くメスを入れる映画になっている。 
この映画は終始、ある実在する女性ジャーナリスト、カメラマンの映像を視点にモキュメンタリー方式  で進んでいく。

## あらすじ
ドキュメンタリー写真家のブリスキーは、売春婦を撮影するためにインド・コルカタに赴き、滞在中ここで暮らす子どもたちに出会った。売春窟に暮らしながら取材をし、子供たちと友達になり、母親に写真を撮ることを許されるよう子供たちに写真を教えることを申し出る。子供たちは写真を学び、生活を改善できるようにカメラを与えられたのである。渡したカメラで思い思いに写真を撮る子どもたちに感銘を受けたザナは、彼らを売春窟から救い出そうと決意。学費を集めるために、子どもたちの撮った作品の写真展を開くことにする。彼らの写真は一般的には見落とされるような家の周りで家事をすることを誓った子どもたちの目を通して、赤線地区での生活を家族の福祉により大きく貢献することができるまで描写、彼らの作品の多くは映画で使用される。
一方映画制作者はクラスと日常の生活を歓楽街で記録。 子供たちの作品が展示され、一人の少年がアムステルダムでの写真会議にも出席。ブリスキーはまた、寄宿学校に子供たちを入れる努力を記録しているが、多くの子供たちは彼らが置かれた立場での上で学校に長く留まることはなかった。AvijitやKochiなど他の人は、教育を継続するだけでなく、高い評価を受ける。 

## 余波
ドキュメンタリーが取り上げられている子どもたちの生活をどの程度改善したかについては議論がある。 
映画制作者たちは映画に登場する子どもたちの生活は、写真とその本の販売を通じて稼いだお金によって変えられたと主張。 ドキュメンタリーの共同ディレクターであるロス・カウフマンは稼いだ金額は10万ドル（約450万ルピー ）で、これは彼らの授業料と売春婦の子供のためのインドの学校に支払うと述べている。ブリスキーはKids with Camerasという名前でその他の国でこの種の作業を継続するために非営利組織を開始。ハリヤナの売春宿で生まれた、コールガールの姉妹であるシャベタ、クシュブー、ヒマニの有名なトリオのライフストーリーを題材にした映画が制作されている。 
2006年11月、 Kids with Camerasは、インドとアメリカの高校や大学に入学したか、売春以外の仕事を見つけたと主張して多くの子供の状態に関する最新情報を提供。   カメラを備えたキッズは希望の家を建設する計画とともに、カルカッタの歓楽街の子供たちの生活の改善に向けて引き続き取り組んでいるという。2009年、2010年と更新作も公開された。  
2004年、REACT to FILMはニューヨーク州マンハッタンのソーホーハウスでスクリーニングを組織。 2010年、映画の監督であるザナ・ブリスキーは 、REACTの諮問委員会に参加。 

## 批判
ソナガチで活動している売春婦の組織であるダルバール・マヒラ・サマンワヤ委員会は、子供の両親を虐待していると提示し、子供に教育プログラムとキャリア形成活動を提供する売春婦の努力を無視していると批判。  さらにこの映画は 人種差別的 ステレオタイプと見なされているとインドで批判されており、西洋のインド恐怖症のプロパガンダの目的で子どもたちを搾取していると見なされていった。インドの全国誌であるFrontlineのレビューでは、この批判を次のように要約している。 
IF Born Into Brothels were remade as an adventure-thriller in the tradition of Indiana Jones and the Last Crusade, its posters might read: "New York film-maker Zana Briski sallies forth among the natives to save souls.
 いくつかの批評家は、ソナガチ売春婦擁護団体に加わり、売春婦のlight状を利益のために搾取したとして映画を非難した。  映画製作者と子供の間の通訳であるパルタ・バネルジーによって、「倫理的および文体的」問題に関する他の批判が提起された。  

## 受賞歴
- 2004年バミューダ国際映画祭オーディエンスチョイスアワード - ブリフ、カウフマン。ドキュメンタリー賞 - ブリスキー、カウフマン
- 2004 クリーブランド国際映画祭ベストフィルム - ブリスキー、カウフマン
- 2004年フルフレームドキュメンタリー映画祭オーディエンスアワード - カウフマン、ブリスキー（ ワードウォーズと）
- 2004 国際ドキュメンタリー協会賞フィーチャードキュメンタリー - Briski、Kauffman、Geralyn Dreyfous-White、Pamela Boll（ 華氏9/11と）
- 2004年、 ドキュメンタリーの最優秀作品に対する全国審査委員会賞 - ザナ・ブリスキーとロス・カウフマン
- 2004 シアトル国際映画祭ゴールデンスペースニードルアワードベストドキュメンタリー - ブリスキー、カウフマン
- 2004 サンダンス映画祭オーディエンス賞、ドキュメンタリー - カウフマン
- 2005 ドキュメンタリー賞アカデミー賞 - ブリスキー、カウフマン
- 2005 Raindance Film Festivalクロージングナイトフィルム

## ノミネート
- アメリカのディレクターズギルド 賞2005ドキュメンタリー部門の優れた監督賞 - ブリスキー、カウフマン
- 2005 ドキュメンタリー最優秀映画賞ゴールデンサテライト賞
- 2004 ロサンゼルス映画批評家協会賞 、ドキュメンタリー/ノンフィクション映画賞 - カウフマン、ブリスキー
- 2004 サンダンス映画祭 大賞 、ドキュメンタリー - カウフマン、ブリスキー
- 2013 カルカッタ映画祭 （ ウォルトディズニーピクチャーズが資金提供）ドキュメンタリー - スティーブン、スピルバーグ。 ルーカス、ジョージ。 エイブラムス、JJ